# Safety Integrity Level
Safety Integrity Level (SIL) viene definito come il livello di riduzione del rischio garantito da una Safety Instrumented Function (SIF) nell'ambito della Gestione della Sicurezza Funzionale nell'industria di processo.
I requisiti associati a un determinato SIL possono cambiare a seconda dello standard di riferimento. In base agli standard IEC 61508 e IEC 61511 della Commissione elettrotecnica internazionale (IEC) vengono definiti 4 livelli possibili di SIL, da SIL1 (il meno affidabile) a SIL4 (il più affidabile), che vengono determinati con un'analisi di tipo qualitativo o quantitativo.

## Assegnazione del livello di SIL
Il livello di SIL richiesto a una SIF viene assegnato in base a una analisi di uno specifico rischio di impianto. Tale rischio viene valutato senza tener conto della SIF e paragonato a un valore accettabile di riferimento e se il primo valore risulta maggiore del secondo, la differenza corrisponde al SIL richiesto alla SIF. Tipicamente, a ogni aumento di un ordine di grandezza della riduzione di rischio necessaria corrisponde l'aumento di 1 nel livello di SIL richiesto.
Lo standard IEC 61511 elenca i metodi di assegnazione del SIL, i più comuni dei quali sono:
- Matrici di rischio (metodo qualitativo)
- Grafici di rischio (metodo qualitativo)
- Layers of protection analysis (LOPA) (metodo quantitativo).

In letteratura tecnica esistono alcune linee-guida di riferimento sulle metodologie da applicare per assegnare i livelli SIL, tra cui quella dell'agenzia governativa britannica Health and Safety Executive.
Particolare attenzione va posta sul fatto che molte tabelle per l'assegnazione del grado SIL sono basate solo su parametri molto soggettivi, come distinguere tra molto probabile, probabile e possibile, invece di basarsi su grandezze fisiche misurabili in maniera univoca, oggettiva e incontestabile. Per questo la certificazione SIL sta cadendo in disuso.

## Verifica e certificazione del livello di SIL
Lo standard IEC 61508 raggruppa i requisiti per definire il livello SIL in due categorie, e cioè requisiti di integrità della sicurezza dell'hardware e requisiti di integrità della sicurezza di sistema. Per poter garantire un determinato livello di SIL richiesto, un certo sistema o dispositivo deve soddisfare i requisiti in entrambe le categorie.
I requisiti SIL di integrità della sicurezza dell'hardware si basano su un'analisi probabilistica della probabilità di guasto - o di mancato intervento - di un dato dispositivo (Probability of Failure on Demand o PFD) o del suo fattore di riduzione di rischio (Risk Reduction Factor o RRF).
Lo standard IEC 61508 associa i livelli di SIL ai valori di PFD (Probability of Failure on Demand) e di RRF (Risk Reduction Factor) come da tabella seguente:
| SIL | PFD            | PFD (esponenziale) | RRF            |
| --- | -------------- | ------------------ | -------------- |
| 1   | 0.1–0.01       | 10−1 – 10−2        | 10–100         |
| 2   | 0.01–0.001     | 10−2 – 10−3        | 100–1000       |
| 3   | 0.001–0.0001   | 10−3 – 10−4        | 1000–10,000    |
| 4   | 0.0001–0.00001 | 10−4 – 10−5        | 10,000–100,000 |

Per sistemi o dispositivi in operazione continua, ci si riferisce alla Probabilità di guasto o mancato intervento all'ora (Probability of dangerous failure per hour o PFH).
| SIL | PFH                    | PFH (esponenziale) | RRF                       |
| --- | ---------------------- | ------------------ | ------------------------- |
| 1   | 0.00001-0.000001       | 10−5 – 10−6        | 100,000–1,000,000         |
| 2   | 0.000001-0.0000001     | 10−6 – 10−7        | 1,000,000–10,000,000      |
| 3   | 0.0000001-0.00000001   | 10−7 – 10−8        | 10,000,000–100,000,000    |
| 4   | 0.00000001-0.000000001 | 10−8 – 10−9        | 100,000,000–1,000,000,000 |

I sistemi o i dispositivi che devono garantire un livello richiesto di SIL vengono forniti con un certificato SIL . Le certificazioni SIL vengono prodotte sulla base di calcoli rigorosi o in base alla storia operativa del dispositivo in questione (si parla in questo caso di "proven in use").
I sistemi elettrici ed elettronici possono  essere certificati per usi in ambito di Sicurezza Funzionale in accordo all'IEC 61508 mentre, per usi specifici nel settore dell'Industria di Processo (industrie chimiche e petrolchimiche) lo standard di riferimento è l'IEC 61511.

## Standard di riferimento
Gli standard seguenti si basano sul concetto di SIL come misura di affidabilità e/o di riduzione di rischio.
- ANSI/ISA S84 (Functional safety of safety instrumented systems for the process industry sector)
- IEC 61508 (Functional safety of electrical/electronic/programmable electronic safety related systems)
- IEC 61511 (Safety instrumented systems for the process industry sector)
- IEC 61513 (Nuclear power plants – Instrumentation and control important to safety – General requirements for system)
- IEC 62061 (Safety of Machinery - Functional Safety of Safety-Related Electrical, Electronic and Programmable Electronic Control Systems)
- EN 50128 (Railway applications - Communication, signalling and processing systems - Software for railway control and protection systems)
- EN 50129 (Railway applications – Communication, signalling and processing systems – Safety related electronic systems for signalling)
- EN 50402 (Electrical apparatus for the detection and measurement of combustible or toxic gases or vapours or of oxygen. Requirements on the functional safety of gas detection systems)
- ISO 26262 (Road vehicles — Functional safety)
- MISRA: varie linee-guida per analisi di sicurezza, modellazione e programmazione nelle applicazioni in ambito automotive